# 马大-马利亚修道院

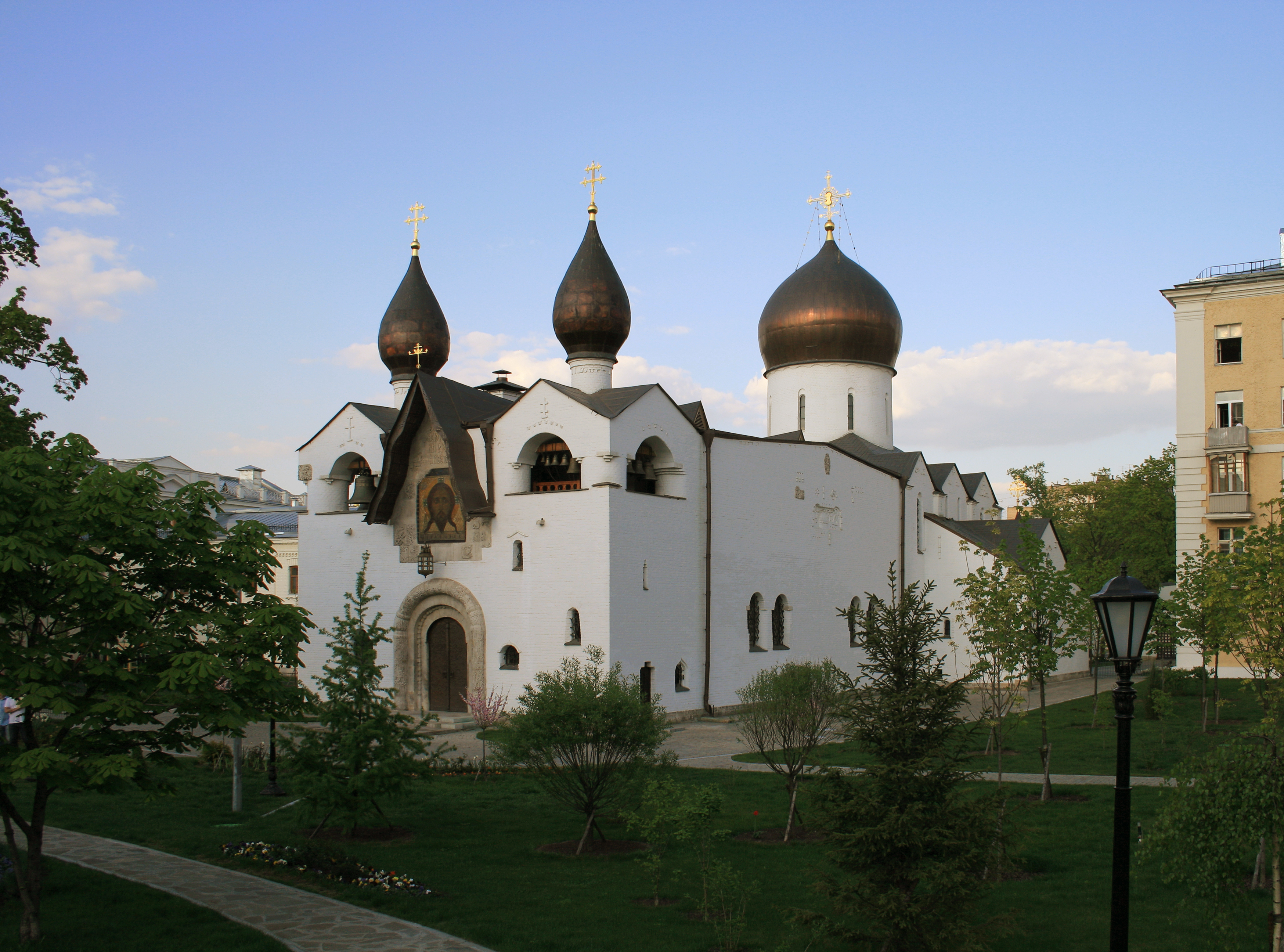
修道院大教堂

马大-马利亚修道院（俄语：Марфо-Мариинская обитель, Марфо-Мариинская обитель милосердия во владении великой княгини Елизаветы Фёдоровны）是莫斯科的一座女修道院，由伊丽莎白·菲奥多罗芙娜大公夫人（新致命者、俄国末代皇后亚历山德拉·费奥多罗芙娜的姐姐）创立于1908年，以协助生病，受伤和致残的士兵复原，以及救助穷人和孤儿。
伊丽莎白大公夫人是谢尔盖·亚历山德罗维奇大公的遗孀，大公于1905年遭恐怖分子暗杀。在丈夫去世后，大公夫人放弃了华丽的珠宝，包括她的结婚戒指，并卖掉了自己的其他财产，创立了马大-马利亚修道院，成为院长。其宗旨是建立一个由来自社会各阶层的妇女组成的宗教社团，结合马大和马利亚的德行，同时致力于祈祷和服务穷人。她在莫斯科买了一块土地，兴建医院、孤女院和修女宿舍。在其鼎盛时期，修道院安置了97名修女，每日向穷人分送300份食物。

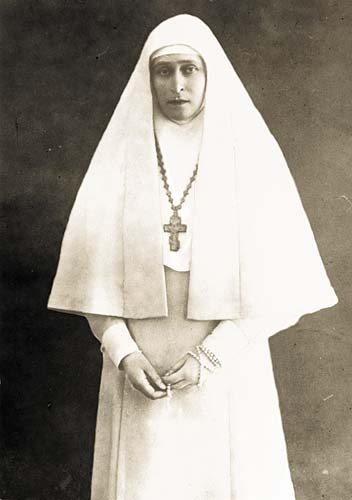
伊丽莎白·菲奥多罗芙娜

1908年至1912年，阿列克谢·舒舍夫设计了圣马大和马利亚教堂和神圣守护大教堂。

## 慈善工作
修女们的主要责任是照顾穷人。几位修女每天成对出访该市的指定区域。 

## 关闭
1920年，修道院被苏联当局强迫提供全部财产清单，包括动产和不动产。到1922年，政府开始系统的国有化，没收修道院的财产，移走贵重的金银物体。1923年，虽然内战和政府官方的无神论立场，修道院试图改为“马大和马利亚工业社区”，以继续他们的工作。到1925年，修道院被攻击其化妆前贵族和资产阶级的。1926年，马大和马利亚教堂被关闭，剩余的修女将200幅圣像和皇家大门移到神圣守护大教堂。此后不久，修会正式解散，18名修女们被流放到中亚突厥斯坦地区。1928年，两个教堂全部关闭，遭到抢劫，掠夺，和亵渎。涅斯捷罗夫的壁画被覆盖，教堂改作电影院。从1945年开始，教堂成为格拉巴尔的油画修复工作室。

## 修会和修道院的恢复
共产党下台后，修道院庭院内树立起伊丽莎白雕像，1992年，大公夫人被俄罗斯正教会封圣，此后，教堂恢复礼拜，1994年恢复了修会。

## 参考

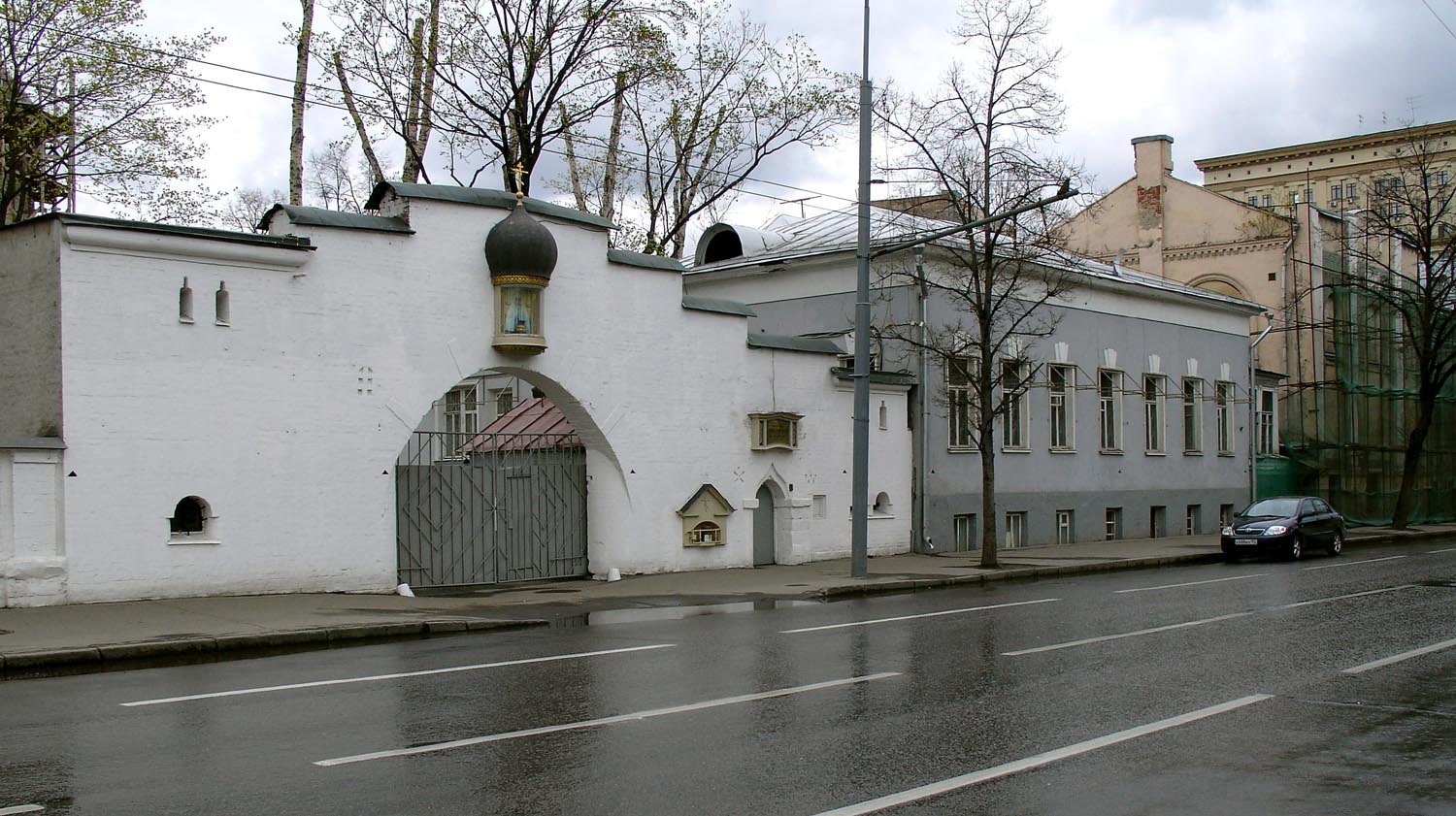
大门